# Хорватський Ґроб
Хорватський Ґроб (словац. Chorvátsky Grob) — село, громада округу Сенець, Братиславський край, південно-західна Словаччина. Кадастрова площа громади — 15,12 км².
Населення 6004 особи (станом на 31 грудня 2017 року).

## Історія
Хорватський Ґроб згадується 1214 року.

## Населення
| Рік:            | 1994. | 2004.    | 2014.     | 2024.    |
| --------------- | ----- | -------- | --------- | -------- |
| Кількість осіб: | 1518  | 1787     | 4794      | 7885     |
| Різниця:        |       | +17,72 % | +168,27 % | +64,47 % |

| Рік:            | 2023. | 2024.   |
| --------------- | ----- | ------- |
| Кількість осіб: | 7690  | 7885    |
| Різниця:        |       | +2,53 % |